# Perdita vesca
Perdita vesca är en biart som beskrevs av Timberlake 1968. Perdita vesca ingår i släktet Perdita och familjen grävbin. Inga underarter finns listade i Catalogue of Life.